# Daphnis pallescens
Daphnis pallescens är en fjärilsart som beskrevs av Butler 1875. Daphnis pallescens ingår i släktet Daphnis och familjen svärmare. Inga underarter finns listade i Catalogue of Life.